# Hastings (Pennsylvania)
Hastings  è una borough degli Stati Uniti d'America, nella contea di Cambria nello Stato della Pennsylvania. Secondo il censimento del 2000 la popolazione è di 1.398 abitanti.

## Società

### Evoluzione demografica
La composizione etnica vede una maggioranza di quella bianca ( 99,43%), seguita dagli asiatici (0,14%) dati del 2000.
| borough di Hastings Popolazione |       |
| 2000                            | 1.398 |
| Previsione al 2009              | 1.289 |